# Сухоруких, Анатолий Иванович
Анатолий Иванович Сухоруких (20 декабря 1935, Новочеркасск, Северо-Кавказский край — 21 августа 2015, Севастополь) — советский, украинский живописец. Председатель отделения Национального Союза Художников Украины в городе Севастополь (1994). Народный художник Украины (2009).

## Биография
Родился 20 декабря 1935 года, в городе Новочеркасск. Из семьи военного, отец погиб на Великой Отечественной войне. В 1944 году мать привезла троих детей в Крым, в освобождённый Севастополь, где семья обрела вторую родину. Обучался на курсе В. Д. Бернадского в Крымском художественном училище им. Н. С. Самокиша, которое окончил в 1960 году с перерывом на службу в армии. Далее закончил Харьковский художественно-промышленный институт (1966). Преподаватели по специальности — А. Хмельницкий, А. Константинопольский. Дипломная работа — картина «Матери Севастополя» отмечена как одна из лучших дипломных работ на конкурсе молодых художников, выпускников художественных вузов СССР в Киеве грамотой ЦК ВЛКСМ.
Живописец. С 1966 года жил и работал в Севастополе. Член Национального Союза Художников Украины с 1973 года. Председатель отделения Национального союза художников Украины в городе Севастополь (1994). Организатор и руководитель ежегодных Всеукраинских Севастопольских пленэров с 1997. Заслуженный деятель искусств Украины (1998). Награждён Золотой медалью Академии искусств Украины (2006). Народный художник Украины (2009). Умер в Севастополе 21 августа 2015 года.

## Творчество
Пейзажи Сухоруких точно передают особенности крымского пленера. «Улочка старой Балаклавы» с тонко написанной игрой солнечного света не оставляет у зрителя сомнений — это летний, дышащий прогретым воздухом Крым, с неспешно-тягучим течением жизни. Работал художник и в натюрморте. Выставлялись многофигурные композиции. Не оставил в стороне Анатолий Сухоруких жанр портрета. В конце 1960-х годов он много писал моряков, рыбаков, виды родного города и Крыма. Портреты — яркие и запоминающиеся. Насыщенное творчество художника пришлось на 1970—1980-е годы. Молодой живописец находился в поиске, много писал на пленэрах в Крыму и в поездках по стране, участвовал в республиканских и всесоюзных выставках. Основные работы: «Улочка старой Балаклавы» (1966), «Матери Севастополя» (1966), «Юный художник» (1967), «Весна в Севастополе» (1968), «Севастополь. Праздничный вечер» (1970). «Южная ночь» (2001), «Цветы крымской осени» (2001), «Снегири» (2002). Произведения художника экспонируются в Севастопольском и Симферопольском художественных музеях, Музее героической обороны и освобождения Севастополя, в Алупкинском государственном музее, музейных и частных коллекциях России, Украины, Швейцарии, Испании, Франции, Японии и других стран ближнего и дальнего зарубежья.